# Пуч (музыкальный инструмент)
Пуч (луговомар. пуч) — группа старинных деревянных духовых музыкальных инструментов марийцев, род натуральной деревянной трубы с прямым стволом и коническим раструбом.
Обычно изготавливается из выдолбленного разделённого надвое куска дерева (ольхи, можжевельника), скреплённого и обёрнутого берестой. Инструменты с или без мундштука, пальцевые отверстия отсутствуют. На пуче исполнялись различные сигналы, обрядовые наигрыши. Звук извлекается вибрирующими губами исполнителя, вложенными во вдуваемую часть ствола.
В марийской культуре существовали инструменты разной величины и разного функционирования.
1. Тӧтыретпуч — труба величиной 100—150 см (диаметр раструба 10—18 см, амбушюрной части — 3—6 см) — это сугубо сигнальный инструмент. На нём играли мужчины, оповещая жителей разбросанных лесных марийских поселений о нападении врагов, военных сборах, позднее — для переговоров друг с другом. Диапазон — до 2 октав натурального звукоряда. Звук сильный, слышен на далёкие расстояния.
2. Ӱдырвуч, или шыжывуч — девичья, или осенняя, труба длиной 70—100 см (диаметр раструба — до 10 см, узкой части — 2—3 см), известен по преимуществу как девичий инструмент. На нём играли девушки брачного возраста для извещения своих возлюбленных о встрече или же во время посиделок, в минуты отдыха от работ, обычно во дворе. Наигрыши просты, сигнально—формульного характера, исполнялись с импровизациями. Инструмент этот имел локальное распространение, в восточных и северо—восточных частях Марийского края. Некоторые исследователи (Я. А. Эшпай) считают, что в древности это был охотничий сигнальный инструмент.
3. Сӱремпуч — труба праздника Сӱрем. Делалась из цельной коры молодой липы, обмотанной берестой для прочности. Это длинная и тонкая труба длиной от 1,5 до 2 м (диаметр концов — до 3 см и 1—1,5 см). Для избежания прогибов к ней подвязывалась деревянная планка во всю длину инструмента. В узкую часть вставляется липовый мундштук. Звук трубы сильный, звучит в диапазоне малой и 1-й октав, на обертоновых тонах. Некоторые мастера выдували на ней довольно сложные мелодии. Сӱремпуч имела ритуальное назначение, её изготовляли специально к празднику, после чего она уничтожалась.